# Noé Jitrik

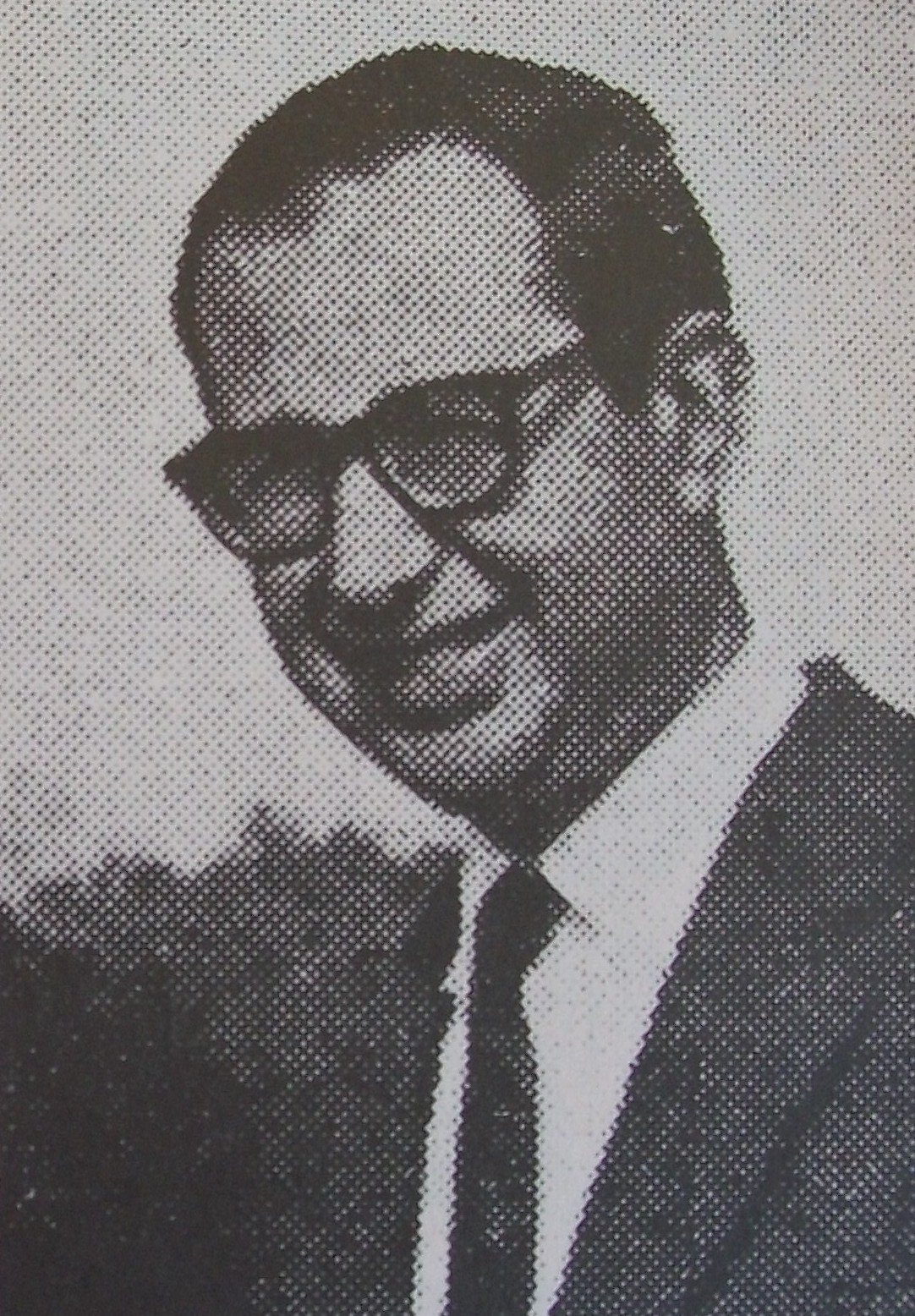
Noé Jitrik (ca. 1968)

Noé Jitrik (* 23. Januar 1928 in Rivera, Provinz Buenos Aires; † 6. Oktober 2022 in Pereira, Kolumbien) war ein argentinischer Literaturwissenschaftler, Redakteur und Schriftsteller.

## Werdegang
Jitrik begann 1947 u. a. Literaturwissenschaften an der Universidad de Buenos Aires (UBA) zu studieren und konnte dieses Studium 1952 erfolgreich abschließen. Im Anschluss daran wirkte er für einige Jahre als verantwortlicher Herausgeber und Redakteur verschiedener Zeitschriften wie Centro, Zona und Cotorno.
Als solcher wurde er schon bald für die moderne argentinische Literatur bzw. die Literaturkritik zu einer der wichtigsten Personen. 1960 nahm er einen Ruf an die Universidad Nacional de Córdoba an und übernahm dort einen Lehrstuhl für argentinische Literatur. Nachdem sich 1966 General Juan Carlos Onganía an die Macht geputscht hatte, verlor Jitrik sämtliche Ämter und wurde zur Persona non grata erklärt.
Daher ging Jitrik in die USA und nach Europa und lehrte als Gastdozent dort an verschiedenen Universitäten. Als Alejandro Agustín Lanusse 1973 demokratische Wahlen in Aussicht stellte, kehrte Jitrik nach Argentinien zurück. Seine politischen Wünsche erfüllten sich nicht, da im Oktober 1973 General Juan Perón an die Macht kam. Jitrik war kein Parteigänger des Peronismus, sodass er im Frühjahr des darauffolgenden Jahres nach Mexiko emigrierte. Dort wurde er u. a. mit einem Lehrauftrag an der Universidad Nacional Autónoma de México (Mexiko-Stadt) betraut.
1987 kehrte Jitrik nach Buenos Aires zurück und nahm einen Ruf an die UBA an. Als Lehrstuhlinhaber leitete er dort auch einige Jahre das „Instituto de literatura hispanoamericana“.

## Ehrungen
- „Dr. phil.“ der Benemérita Universidad Autónoma de Puebla (Mexiko)
- 1995 „Prof. ad honorem“ der Universidad de la República (Uruguay)
- 1996 „Profesor honorario“ der Universidad de Buenos Aires (Argentinien)
- 2009 „Dr. h.c.“ de Universidad Nacional de Cuyo (Argentinien)
- 2021 Gran Premio de Honor de la Sociedad Argentina de Escritores (Argentinien)

## Werke (Auswahl)
Erzählungen
- Del otro lado de la puerta. 1974.
- La fisura mayor. 1967.
- Llamar antes de entrar. 1972.
- Ojo de Jade. 1980.

Lyrik
- Addio a la Mama. 1956.
- El año que se nos viene y otros poemas. 1959.
- Comer y comer. 1974.
- Feriados. 1956.

Romane
- Los lentos tranvías. Novela. 1988.
- Limbo. Novela. 1989.

Sachbücher
- Esteban Echeverría. 1967.
- Horacio Quiroga. 1959.
- Leopoldo Lugones, mito nacional. 1960.
- Procedimiento y mensaje en la novela. 1962.